# Xeriscaping
Xeriscaping è un neologismo ottenuto per la combinazione della parola greca xeros ("asciutto") assieme all'inglese landscaping (gestione del paesaggio), ed è un metodo di approccio alla gestione del terreno e del paesaggio che consente di risparmiare acqua. Vengono scelte piante che hanno richieste d'acqua più consone ed appropriate al clima locale, e vengono implementate strategie nella deposizione dei vari strati del terreno per evitare la perdita di acqua sia per evaporazione che per filtrazione, che per dilavamento o per erosione. "Xeriscape" è un marchio di fabbrica che venne creato dal Front Range Xeriscape Task Force del dipartimento delle acque di Denver, Colorado, nel 1981.

## Differenza con lo "zero-scaping"
Xeriscaping non è la stessa cosa rispetto a "zero-scaping" (nel quale la elaborazione del paesaggio consiste principalmente nella deposizione di colate di cemento, pietre e ghiaia, con forse un cactus o due in vasi interrati nel terreno), e rispetto ad esso lo xeriscaping può dare come risultato un ambiente vegetale piuttosto colorato se non addirittura lussureggiante. In alcune aree, vengono utilizzati termini simili come drought tolerant landscaping (giardinaggio resistente alla siccità) oppure smart scaping (gestione intelligente del paesaggio).

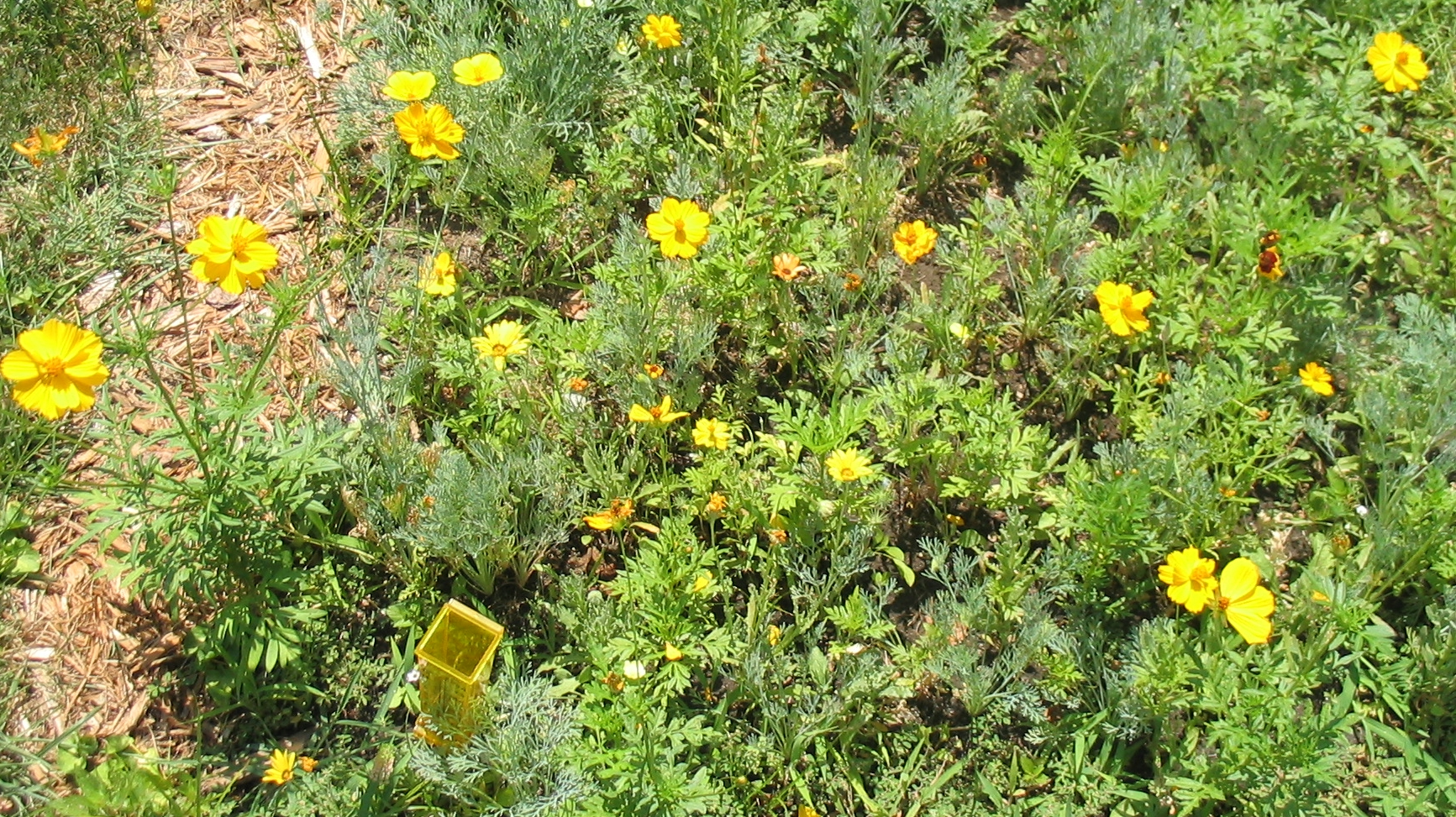
Una serie di tipici fiori dello xeriscaping

## Implementazione
L'implementazione del "xeriscaping" include:
- Appropriata scelta e arrangiamento delle piante - dove possibile, piante che siano native dell'area o appartenenti a climi simili, così come l'impiego ornamentale di altre piante che tollerino o prevengano la mancanza d'acqua (xerofite, alofite, bulbi che fioriscono in primavera, piante con radici molto profonde)
- L'hydrozoning, che consiste nel raggruppare assieme piante che abbiano richieste di innaffiamento simili. Piante che richiedono più acqua (ad esempio, verdura, frutta, fiori che per il giardiniere sono una necessità vitale) vengono raggruppate assieme, spesso messe in vasi interrati, verso il centro dell'area in modo che soltanto una parte limitata del giardino abbia bisogno di acqua extra, e che questa lentamente diffonda verso le piante con minori esigenze. Questo piccolo inserimento di piante meno efficienti dal punto di vista idrico può ricevere ombra e rifugio da altre piante xerofite, oppure da strutture come fabbricati, portici o gazebo, che li difendono dal troppo sole, dal vento e dalla sabbia, ed in questo modo diminuisce anche la loro intrinseca richiesta d'acqua
- Aree di prato minime o frastagliate, impiegando per esempio specie di prato tollerante la siccità dove il prato sia da considerarsi indispensabile (aree di gioco per bambini). Il prato del giardino può essere circondato e reso variegato dall'inserimento di aree o "isolette" in ghiaia con piante ornamentali (come aloe o cactacee) più efficienti dal punto di vista delle richieste d'acqua
- Efficiente utilizzo dell'acqua - irrigazione a goccia dove sia possibile. L'innaffiamento tradizionale (dove necessario) viene eseguito con l'accortezza di dare acqua nel primo mattino o nel tardo pomeriggio, quando diventa meno probabile che sia soffiato via dal vento oppure perso per evaporazione. Le piante tolleranti la siccità non devono ricevere più acqua di quella che serve loro per apparire bene, ed ovviamente non si consente che l'acqua vada a spruzzare superfici come marciapiedi di cemento, strade oppure altre aree dove non esiste alcun bisogno di irrigazione
- Conservazione dell'acqua negli strati superficiali del proprio terreno. Il terreno, difeso con particolari strutture sotterranee e perimetrali (come strati di argilla impermeabile) ritiene l'acqua molto meglio, ed il mulch raffredda la superficie del suolo e previene l'evaporazione

## Vantaggi
- Minori spese per l'acqua corrente
- Più acqua disponibile per altri usi e per le persone
- Meno tempo e lavoro necessario per il mantenimento
- Il giardiniere può dedicarsi ad altre attività durante i mesi della siccità e calura estiva
- Poca nessuna necessità di taglio dell'erba
- Le piante impiegate nel "xeriscape", assieme ad un adeguato progetto del "letto vegetale" tendono ad assorbire la totalità dell'acqua piovana
- Quando in condizioni di siccità vengono implementate restrizioni obbligatorie all'irrigazione dei giardini, le piante impiegate nel xeriscaping tendono a sopravvivere, mentre le piante più tradizionali periscono inesorabilmente
- Costituiscono un habitat preferenziale per le api, per le farfalle ed altra fauna nativa

## Svantaggi
- Richiede pianificazione, specialmente se si vogliono ottenere macchie di "colore" nelle varie stagioni, dal momento che la maggior parte delle piante perenni non danno fiori in continuazione
- Possono richiedere un maggiore lavoro preparatorio dei letti di rocce, ciottoli e sferule di argilla rispetto al doverle semplice piantare nella terra con fertilizzante
- Alcuni proprietari di case non gradiscono esteticamente le piante spinose e grasse
- Richiede che le persone che si trasferiscono da una zona in cui le risorse idriche sono abbondanti ad una in cui sono invece scarse, cambino abitudini e capiscano quali nuovi tipi di piante possono coltivare in modo pratico ed economico
- Potrebbe rendersi necessario sostituire un tipo di pianta con un altro più adatto
- Le aiuole xeriscape richiedono una manutenzione periodica più impegnativa e frequente dei semplici sfalcio e potatura, specialmente se si vuole conservare il colore. Erbacce e materiali di scarto possono rappresentare un problema maggiore rispetto a quanto lo siano in un normale prato
- Potrebbero rendersi necessari impianti di irrigazione più complessi
- Le piante xeriscape possono assorbire troppa acqua se l'impianto di irrigazione non viene usato correttamente